# Jalal Talabani
Jalal Talabani (in curdo جەلال حیسامەددین شوکروڵڵا تاڵەبانی زەنگنە‎, Celal Talebanî; turco: Celal Talabani; in arabo جلال حسام الدين نور الله نوري الطالباني‎?, Jalāl Ṭālabānī) (Kelkan, 12 novembre 1933 – Berlino, 3 ottobre 2017) è stato un politico e guerrigliero iracheno, presidente dell'Iraq dal 2005 al 2014.
Ṭālabānī è stato il fondatore ed è segretario generale di uno dei principali partiti iracheni, l'Ittiḥād al-waṭanī al-Kurdistānī, ovvero Unione Patriottica del Kurdistan (UPK, all'inglese PUK), che a lungo ha condotto un'opposizione armata nelle regioni settentrionali curde dell'Iraq contro il regime di Saddam Hussein, intervallata da accordi di tregua e intese col regime che avversava.
È stato un importante componente del Consiglio di governo provvisorio iracheno, che fu istituito a seguito del rovesciamento del regime baʿthista da parte delle forze armate anglo-statunitensi nell'invasione dell'Iraq del 2003.

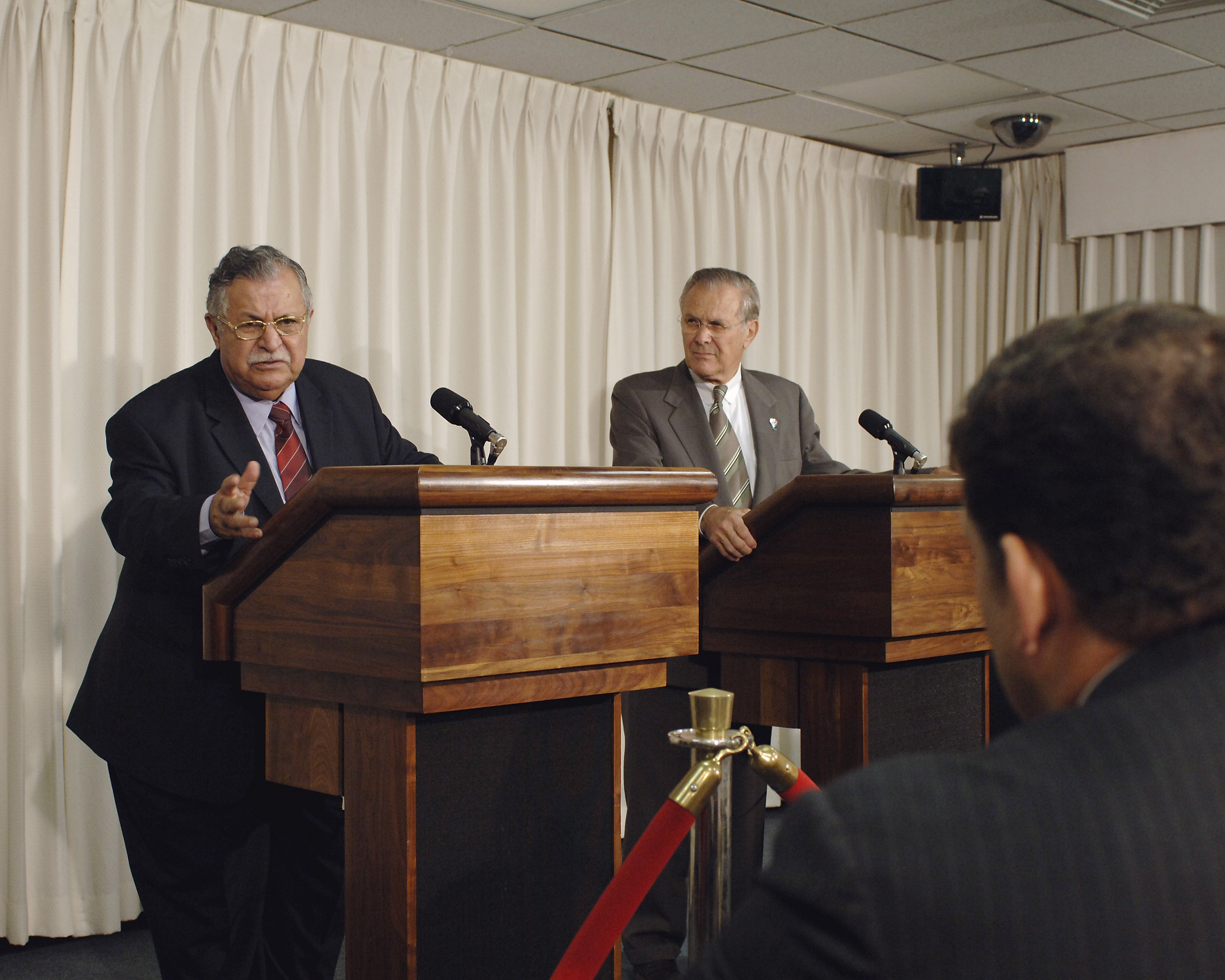
Il presidente Ṭālabānī (sinistra) risponde alle domande dei giornalisti nel corso di una conferenza stampa congiunta col segretario statunitense della Difesa dell'epoca, Donald H. Rumsfeld, in margine a un loro incontro al Pentagono il 9 settembre 2005

Dal 6 aprile 2005, eletto dall'Assemblea Nazionale Irachena, è presidente della Repubblica d'Iraq e segretario generale dell'Unione Patriottica del Kurdistan (UPK), Tālabānī è stato avvocato impegnato nella lotta per i diritti dei curdi e per la democrazia in Iraq per più di mezzo secolo.
Tālabānī vanta un record di permanenza attiva e di leadership nella storia del Kurdistan e dell'Iraq.

## Biografia
Nacque nel 1933 nel villaggio di Kelkan, nel Kurdistan iracheno, presso il lago Dokan. Appartiene alla tribù Talebanî.
Ha studiato sino alle scuole secondarie a Koya (Koysanjak) e per le superiori a Erbil e Kirkuk. Nel 1946, all'età di 13 anni, dette vita ad un'associazione studentesca curda clandestina. L'anno seguente diventò leader del Partito Democratico del Kurdistan Iracheno (PDK-Iraq) e nel 1951, a 18 anni, fu eletto nel Comitato Centrale del PDK-Iraq.
Completata la sua istruzione scolastica, chiese di essere ammesso alla Facoltà di Medicina ma ricevette un diniego dalle autorità dell'allora monarchia hascemita a causa delle sue attività politiche. Nel 1953 gli fu consentito di accedere alla Facoltà di Giurisprudenza ma fu obbligato a entrare in clandestinità nel 1956 per sfuggire all'arresto decretato per le sue attività e per essere Segretario Generale dell'Unione degli Studenti del Kurdistan. A seguito del violento rovesciamento della monarchia nel luglio del 1958, Ṭālabānī tornò nella Facoltà di Giurisprudenza, avviando una carriera da giornalista e fu editore di due pubblicazioni, Khabat e Kurdistan. Dopo essersi laureato nel 1959, Ṭālabānī prestò servizio militare nell'esercito iracheno in artiglieria, operando come comandante di un'unità corazzata.

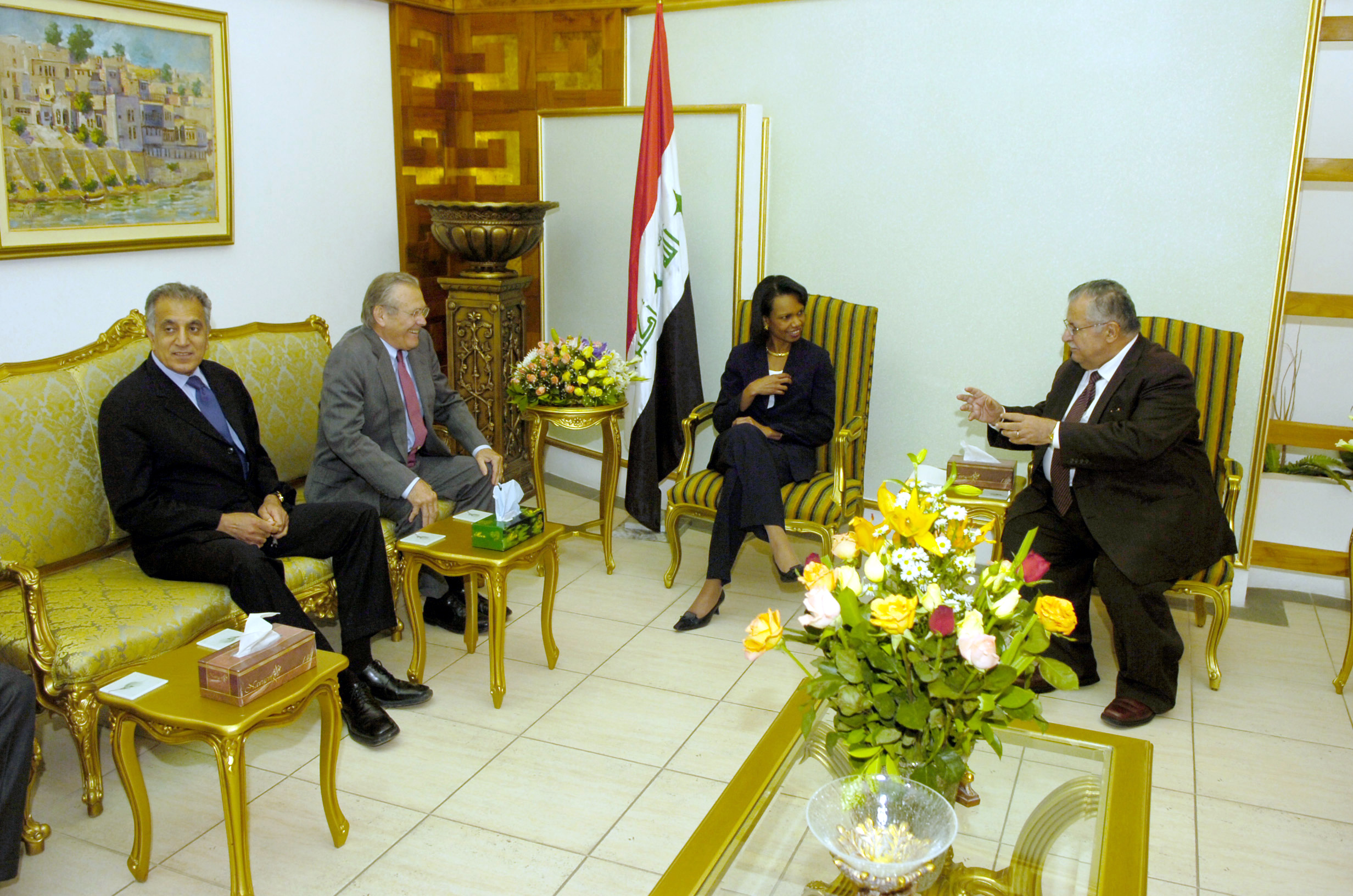
Da sinistra, l'ambasciatore statunitense in Iraq, Zalmay Khalilzad, il segretario USA alla Difesa, Donald H. Rumsfeld, e il segretario di Stato USA, Condoleezza Rice, incontrano il presidente iracheno Jalāl Ṭālabānī a Baghdad il 26 aprile 2006

Quando, nel settembre del 1961, fu dichiarata la rivoluzione curda per i diritti dei curdi in Iraq contro il governo di Baghdad di ʿAbd al-Karīm Qāsem, Ṭālabānī seguì i fronti di guerra di Kirkūk e di Suleymāniyya, e organizzò e condusse la Resistenza a Mawat, Rezan e nelle regioni del Karadagh. Nel marzo 1962 un'offensiva coordinata portò alla liberazione dei distretti di Sharbazher dalle forze del governo iracheno. Quando non era impegnato nei combattimenti, agli inizi e alla metà degli anni sessanta, Ṭālabānī portò a termine numerose missioni diplomatiche, rappresentando la leadership curda in missioni in Europa e nel Vicino Oriente. Quando il Partito Democratico del Kurdistan si divise nel 1964, Ṭālabānī assieme al suo mentore d'antica data, Ibrahim Ahmad, entrò a far parte del gruppo dell'"Ufficio Politico" che ruppe con la leadership del gen. Muṣṭafā Bārzānī, malgrado egli si riunisse più tardi al PDK e combattesse durante la rivoluzione del 1974-1975 contro la dittatura irachena del Baʿth.
La sconfitta della resistenza curda nel marzo 1975 rappresentò un momento di profonda crisi per gli abitanti del Kurdistan iracheno. Ṭālabānī, con un gruppo di intellettuali curdi e di attivisti, fondò l'Unione Patriottica del Kurdistan (Yekiaiti Nishtimani Kurdistan). Nel 1976, organizzò una resistenza armata all'interno dell'Iraq. Durante gli anni ottanta, Ṭālabānī condusse la lotta curda da basi all'interno dell'Iraq, fino alle stragi di curdi programmate e attuate dal regime di Saddam Hussein del 1987 e del 1988, tra cui la maggiore è quella denominata "Anfal".
Nel 1991 operò perché si realizzasse la rivolta curda contro il regime di Saddam Hussein. Negoziò un cessate il fuoco col regime iracheno che salvò le vite di numerosi curdi e lavorò d'intesa con gli Stati Uniti, il Regno Unito, la Turchia, la Francia e altri paesi per organizzare un asilo sicuro nel Kurdistan iracheno per i suoi abitanti. Impiantò una stretta relazione personale con l'allora Presidente della Turchia, Turgut Özal. Elezioni democratiche ebbero luogo nell'area di sicurezza curda nel 1992, che portarono alla proclamazione di un parlamento curdo e all'istituzione di un governo regionale del Kurdistan.
Ponendo fine ad una conflittualità durata sette anni col PDK, operò in stretto coordinamento con Masʿūd Bārzānī, figlio di Mustafà, all'epoca della caduta del regime di Saddam Hussein: in quella occasione Ṭālabānī e i curdi iracheni si fecero tutti partner della coalizione militare a guida e ispirazione statunitense nell'invasione dell'Iraq.
Ṭālabānī è stato membro del Consiglio di Governo Iracheno che negoziò la Legge Amministrativa Provvisoria (LAP), la costituzione provvisoria irachena. La LAP ha ispirato l'intera politica dell'Iraq e il processo di redazione e di adozione della costituzione finale.
Il 22 aprile 2006, Ṭālabānī è stato eletto per un secondo mandato presidenziale, diventando così il primo presidente eletto sotto l'autorità della nuova costituzione del paese. In questo periodo il suo ufficio diviene parte del Consiglio di Presidenza dell'Iraq.
Il 17 dicembre 2012 il presidente - sofferente di cuore, tanto da subire un'operazione al cuore negli USA e cure cardiologiche anche in vari Paesi europei - è stato colpito da un grave ictus che ne ha determinato l'urgente ricovero in un ospedale di Baghdad in stato di coma.
Il 20 dicembre le condizioni di Ṭālabānī erano migliorate al punto di consentirgli di essere trasportato in Germania per più adeguate cure mediche.. Dopo 18 mesi di cure in Germania ha fatto ritorno in Iraq nel luglio 2014.
È scomparso a Berlino il 3 ottobre 2017 all'età di 83 anni, a seguito di un'emorragia cerebrale, conseguenza dell'ictus subito cinque anni prima e, dopo i funerali di Stato, la salma è stata sepolta in Kurdistan.

## Carriera
1947 Raggiunge il Partito Democratico del Kurdistan iracheno
1953 Eletto nel Comitato Centrale del PDK
1954 Eletto Segretario Generale dell'Unione degli Studenti del Kurdistan
1961 Capo del Partito Democratico del Kurdistan Peshmerga
1974 Forma la Regione Autonoma del Kurdistan (R.A.K.)
1975 Fonda l'Unione Patriottica del Kurdistan
1995 Prende parte alla guerra fra PDK e UPK, che porta alla morte di numerosi curdi
2005 Eletto Presidente dell'Iraq
2006 Eletto Presidente dell'Iraq per un secondo mandato

## Frasi
- «Due o tre anni sono necessari per costituire le nostre forze di sicurezza e dire "bye bye" ai nostri amici».

In realtà la sua previsione di efficace riorganizzazione dello Stato iracheno e di uscita dal Paese delle forze statunitensi e britanniche si è rivelata quanto mai fallace.